# Celso Castillo
Celso Castillo Zuñiga (n. Chillán, Chile; 4 de agosto de 1998), es un futbolista profesional chileno que juega de portero, actualmente se encuentra en Deportes Linares.

## Trayectoria
Formado en las divisiones inferiores de Ñublense de Chillán donde ingresó a los 12 años. Desde los 15 años y luego de ser convocado a una preselección nacional juvenil, comenzó a  entrenar en el plantel de honor siendo citado frecuentemente a la banca, primero en el equipo de la fIlial que participó en Segunda División y posteriormente en el plantel de la primera B.  Jugó  varios partidos amistosos destacando en el encuentro de la Noche Roja del 2016, ocasión en que tapó un penal casi finalizando el partido con América de Cali (0-0). Hace su debut profesional el 2018 en la derrota de su equipo 0-1 ante deportivo Barnechea, no obstante tuvo una actuación muy destacada. El 2019 se incorpora a Deportes Concepción, de la Tercera División A, donde logra el ascenso como arquero titular de la plantilla lila luego que a mitad de temporada se lesionara el, hasta entonces, titular del cuadro lila. El 2020 regresa a Ñublense, club con el cual asciende a la Primera A del fútbol chileno al titularse campeón  luego de 44 años.

## Selección nacional
Ha sido preseleccionado en la categoría sub-17 de la mano de Hugo Tocalli pero no ha participado en torneos de la categoría.

## Clubes
| Club                | País  | Año           |
| ------------------- | ----- | ------------- |
| Ñublense            | Chile | 2016-2018     |
| Deportes Concepción | Chile | 2019          |
| Ñublense            | Chile | 2020-2021     |
| Deportes Concepción | Chile | 2022          |
| Deportes Linares    | Chile | 2023          |
| Ñublense            | Chile | 2024          |
| Deportes Linares    | Chile | 2025-presente |

## Palmarés

### Campeonatos nacionales
| Título    | Club     | País  | Año  |
| --------- | -------- | ----- | ---- |
| Primera B | Ñublense | Chile | 2020 |